# 捷流31

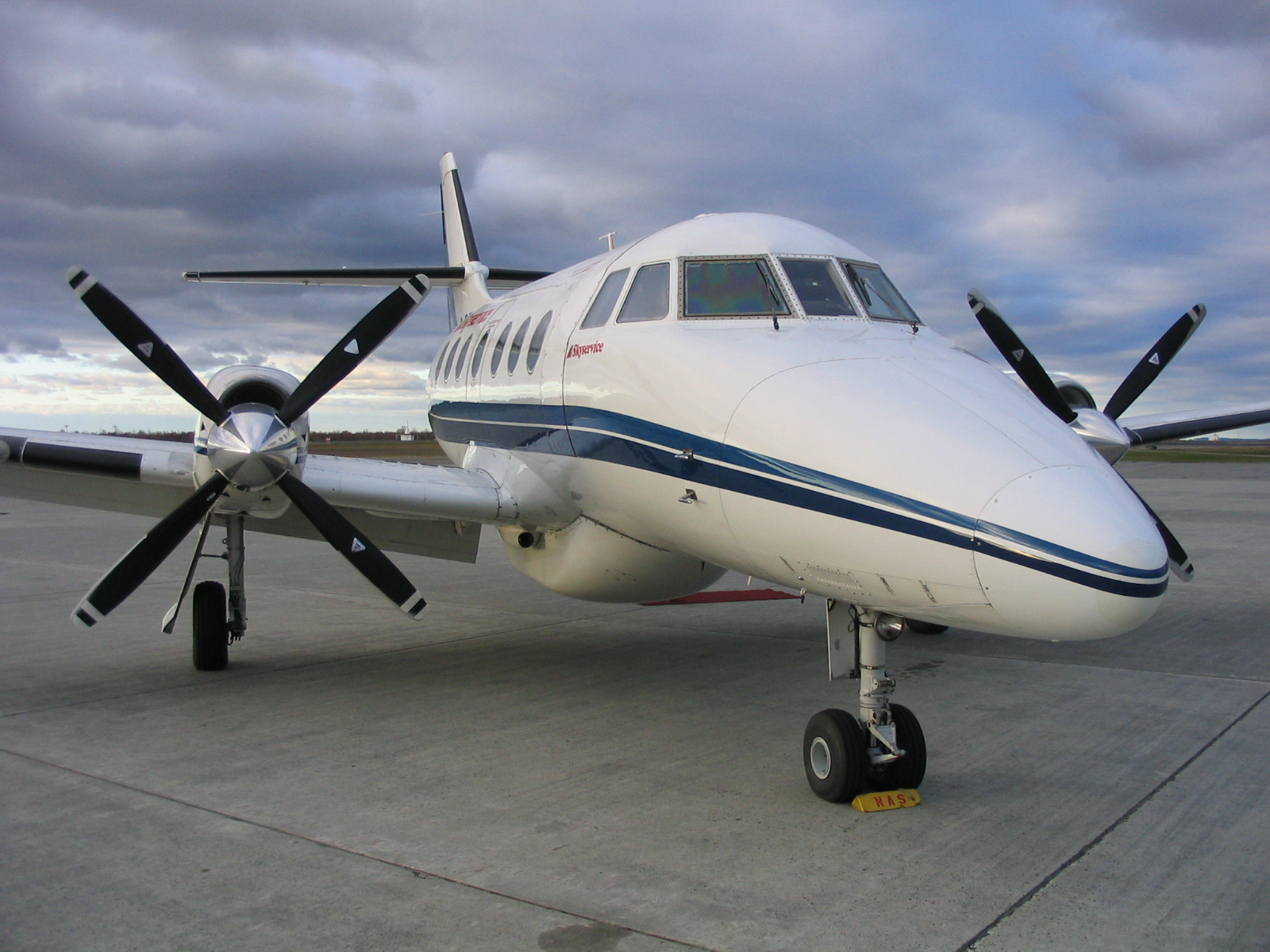
C-GEOC在加拿大安大略大薩德伯里

英国宇航捷流31，也称作“喷气流31”，是一种双发涡桨小型客机，有增压客舱。

## 开发
开发了捷流小型客机的亨德里·佩奇公司1970年倒闭后，蘇格蘭航空接手了捷流小型客机的生产，直至1978年英国航空领域的公司国有化为英國宇航（现在的英国宇航系统）。英國宇航认为捷流客机的设计值得继续发展，因而开始了捷流第三型的开发工作。
捷流31采用了加雷特涡桨发动机（现在的霍尼韦尔TPE331），达到了持续输出1,020 轴马力/760 kW，极限功率1,100 shp/820 kW，比透博梅卡的发动机更长的维修间隔。这使得飞机可以提供18座客舱（6排，2+1），設置过道，使用甲醇以提高最大负载起飞时发动机的功率以适应美国与澳大利亚更多的机场。该型号定名为“捷流 31”，1980年3月28日首飞。1982年6月29日取得英国适航证。八十年代生产了数百架。
1985年开始的发动机升级计划，在1988年首飞，称为“捷流32”。生产持续至1993年，共生产了386架“捷流31/32”。

## 技术性能
参考资料：Jane's All the World's Aircraft, 1988–1989
基本信息
- 机组：2
- 容量：19座
- 翼型：翼根NACA 63A418, 翼尖NACA 63A412

性能